# ایرینا آکسیونووا
ایرینا آکسیونووا (روسی: Ирина Анатольевна Аксёнова؛ زادهٔ ۲۴ سپتامبر ۱۹۶۲) شناگر اهل اتحاد جماهیر شوروی سوسیالیستی بود.
وی در مسابقات کشوری و بین‌المللی در مجموع برندهٔ ۲ مدال برنز شده‌است.